# Balázs Áron
Balázs Áron (Muri, Aargau kanton, 1977. március 30.. –) Jászai Mari-díjas vajdasági magyar színművész.

## Életpályája
1977-ben született a svájci Murist-ben. Szülei vajdasági magyarok, Bajmokon nőtt fel. Középiskolai tanulmányait a szabadkai Műszaki és Elektrotechnikai Szakközépiskolában végezte. 2004-ben diplomázott az Újvidéki Színművészeti Akadémián, ahol 2005-től tanárként is dolgozik. Már 1998-tól az Újvidéki Színház tagja. Magyarországi vendégszerepléseket is vállal.

## Fontosabb színházi szerepei
- Cyrano (Rostand: Cyrano de Bergerac)
- Apa (Pirandello: Hat szereplő szerzőt keres)
- Pisti (Örkény: Pisti a vérzivatarban)
- Harold Corringe (Peter Shaffer: Black Comedy)
- Kalapos férfi (Szelídítések)
- Claude (Dermot-Rado- Ragni: Hair)
- Robert (Horace McCoy: A lovakat lelövik, ugye?)
- Amos Hart (Kander-Ebb-Fosse: Chicago)
- Platonov (Pojáca, Csehov Platonov c. műve alapján)
- Pali (Szép Ernő: Lila ákác)
- Joachim (Verebes Ernő: Teremtőhadjárat)
- Gyabkin (Csehov-Kiss Csaba: De mi lett a nővel?)
- John Savage (Nagy V.-Várkonyi M.: Szép új világ)
- Jurij Petrovszkij (Matei Vişniec: A kommunizmus története…)
- Trigorin (Csehov: Sirály)
- Gálfy (Dobozy-Korognai: A tizedes meg a többiek)
- Roch (Hamvai Kornél: Hóhérok hava )
- Stomil (Mrožek: Tangó) – Kosztolányi Dezső Színház
- Borisz Karnauhov (Galin: Verseny)
- Dr. Frank-N- Furter (Richard O`Brian: Rocky Horror Show)
- Homburg (Kleist: Homburg hercege)
- Frederick Fellows (Még egyszer hátulról)
- Alceste I (Molière: A mizantróp)
- Ő (Maja Pelević: Narancsbőr)
- Kovačić úr (Werner Schwab: Népirtás
- Madárijesztő (Frank L. Baum - Zalán Tibor: Óz, a nagy varázsló)
- Woland (Mihail Bulgakov: A Mester és Margarita)
- Jozan, repülős tiszt (Alabama song - Gilles Leroy regénye alapján)
- Berzsián, a költő (LÁZÁR ERVIN: Berzsián és Dideki)
- Edvard Vergérus, püspök (Ingmar Bergman: Fanny és Alexander)
- Kokó (Peter Weiss: Marat/Sade c. műve nyomán)
- Leonce (Georg Büchner: Leonce és Léna)
- Johannes Rosmer (Henrik Ibsen: Rosmersholm)
- Figaro (OPERA ULTIMA - Beumarchais: A sevillai borbély és Figaro házassága c. művei alapján)

## Díjai és kitüntetései
- Jászai Mari-díj (2010)